# Mountaineering Ireland
Mountaineering Ireland (deutsch Irischer Bergsteiger-Verband) ist ein alpiner Verein für Wandern und Bergsteigen auf der irischen Insel. Er wird sowohl von Sport Ireland, der zuständigen irischen Behörde für Sport, als auch von Sport Northern Ireland, der entsprechenden Behörde der nordirischen Regionalverwaltung, anerkannt und ist entsprechend auf der gesamten irischen Insel tätig. Der Verein ist seit 2004 UIAA-Mitglied sowie Mitglied weiterer Organisationen.

## Geschichte
Der Verein wurde 1971 als Federation of Mountaineering Clubs of Ireland (FMCI, deutsch Union der Bergsteiger-Vereine Irlands) von acht Vereinen mit damals 300 Mitgliedern gegründet. 1990 wurde er in Mountaineering Council of Ireland (MCI) umbenannt. Der heutige Name wurde 2009 angenommen.
Nachdem Sportklettern 2020 zum ersten Mal ein Wettbewerb bei den Olympischen Spielen ist, ist Mountaineering Ireland seit Juni 2018 Mitglied der Olympic Federation of Ireland (deutsch Nationales Olympisches Komitee Irlands). Kletterer aus Nordirland sind dabei nach dem Karfreitagsabkommen berechtigt, für Irland zu starten.

## Aktivitäten
Der Verband konzentriert sich bei seiner Tätigkeit, einerseits einen kontinuierlichen Zugang für jedermann zu den Bergen und Klippen Irlands zu erreichen und zu erhalten und das entsprechende Wegenetz dafür zu errichten und zu erhalten; andererseits auf eine verantwortungsvolle Nutzung der Bergwelt hinzuwirken, um diese zu erhalten.
Er ist in den Bereichen Bergwandern, Bergsteigen, Klettern, Indoor-Klettern und Bouldern tätig. In den Bereichen Indoor-Klettern und Bouldern führt der MCI auch Wettbewerbe durch.
Der Verband führt selbst Schulungskurse für Bergsteiger, Kletterer und Bergführer durch und gewährt seinen Mitgliedern auch Zuschüsse für externe Kurse. Die Ausbildung wird dabei durch Mountain Training Board Ireland (MTBI), dem Ausbildungsausschuss von Mountaineering Ireland, durchgeführt. Zusammen mit den entsprechenden Organisationen für die anderen Teile der britischen Inseln ist MTBI Vollmitglied von Mountain Training UK, einer Koordinierungsstelle mit dem Ziel eines einheitlichen Ausbildungsstandards in den britischen Inseln (einschließlich Irlands).
Eine Ausbildung zum Bergführer für eine Tätigkeit außerhalb der britischen Inseln erfolgt nur durch Mountain Training UK. Die Vertretung solcher Bergführer gegenüber der Union of International Mountain Leader Associations erfolgt einheitlich durch die British Association of International Mountain Leaders.
Über die Webseite MountainViews.ie stellt Mountaineering Ireland Informationen und Karten zu allen Bergen und Hügeln Irlands bereit. Die Mitglieder haben dort die Möglichkeit, dies durch eigene Berichte über ihre Touren zu ergänzen.

## Jugendförderung
Um Jugendliche beim Indoor-Klettern zu fördern, arbeitet der Verband mit dem Association of British Climbing Walls Training Trust zusammen und unterstützt die von dort entwickelten Programme und Schulungen. Zugleich besteht ein eigenes Programm (Climbing Development Squad), um junge Kletterer allgemein zu fördern.
Er veranstaltet ferner jedes Jahr zwei Wochenend-Workshops für junge Bergsteiger bis 24 Jahren. Zusammen mit Jugendorganisationen führt er Programme mit Jugendlichen aus wirtschaftlich oder sozial benachteiligten Gemeinden in Kletterhallen von jeweils acht Wochen Dauer durch.

## Mitgliedschaften
Mountaineering Ireland ist Mitglied folgender Organisationen:
- UIAA-Mitglied seit 2004[1]
- International Federation of Sport Climbing (IFSC)[3][12]
- Europäische Wandervereinigung[13]
- Federation of Irish Sports[14]
- Northern Ireland Environmental[15]
- Northern Ireland Sports Forum[16]